# Sado (Portugal)
Sado és una freguesia municipi portuguès de Setúbal, amb una superfície de 16,9 km² i 5.783 habitants (2011), per una densitat de 342,2 hab/km². Fou creada per la Llei Núm. 113/85, de 4 d'octubre a partir de llocs fins aleshores adscrits a la freguesia de São Sebastião. Abasta tres localitats principals: Praias do Sado, Santo Ovídio i Faralhão, així com una de les principals zones industrials de Setúbal, Mitrena.